# Frangia d'Aragona

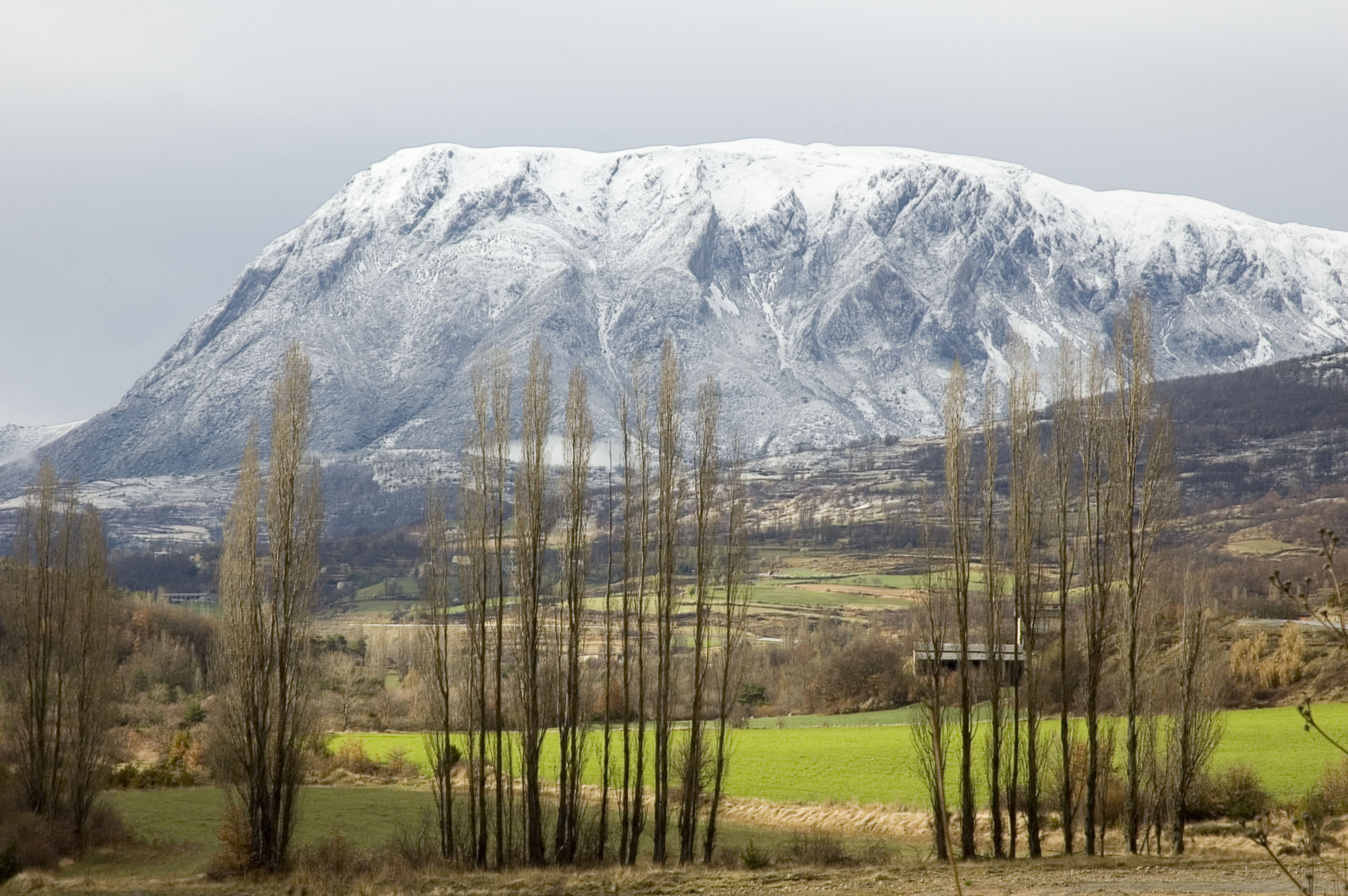
Turbó

La Frangia d'Aragona (Franja de Aragón in spagnolo, Franja d'Aragó o Franja de Ponent in catalano, Francha d'Aragón o Francha de Lebán in aragonese) è un territorio comprendente le zone dell'Aragona orientale al confine con la Catalogna dove la lingua maggiormente diffusa è il catalano nella sua varietà occidentale (o dialetti da esso derivati).

## Denominazioni incerte
Fino agli anni settanta del Novecento, per indicare quest'ambito territoriale, si utilizzavano diversi termini ma nella seconda metà degli anni settanta, subito dopo la caduta del franchismo, si iniziò per la prima volta ad utilizzare il termine di Franja de Ponent (in italiano Striscia di Ponente), con evidenti connotazioni nazionaliste catalane, mentre nelle zone di lingua aragonese Francha de Lebán (in italiano Striscia di Levante).

L'Aragona suddivisa per zone linguistiche. In viola il territorio costituente la Frangia d'Aragona

Negli ambienti governativi d'Aragona e di Spagna ebbe invece un immediato successo la denominazione di Franja de Aragón (in italiano Striscia d'Aragona). Nel 1985, il prestigioso Institut d'Estudis Catalans, venendo incontro alle richieste aragonesi, adottò definitivamente il termine di Franja d'Aragó, non accettato però da molti catalani che continuarono, e continuano tuttora, ad usare la vecchia denominazione di Franja de Ponent. Spesso, sia in Catalogna che in Aragona, soprattutto in occasioni di visite ufficiali e di scambi culturali interregionali, si preferisce utilizzare il termine di Franja, senza farlo seguire da alcun aggettivo qualificativo onde evitare malintesi di sorta.

## Limiti territoriali e popolazione
La Frangia d'Aragona non è ancora un territorio dotato di un'autonomia interna, soprattutto per l'incerta definizione dei suoi limiti territoriali. Secondo i compilatori di un Anteprogetto di legge sulle lingue d'Aragona, non ancora approvato, la superficie totale dei territori catalanofoni sarebbe di 4.442,80 km² e 47.236 abitanti ripartiti in 62 comuni. Secondo la Gran Enciclopedia Aragonesa la Striscia è invece integrata dalle seguenti sub-regioni (comarcas), per un totale di 5.370 km² e una popolazione di circa 70.000 abitanti:
- Ribagorza (in catalano Baixa Ribagorça)
- La Litera (in catalano La Llitera)
- Bajo Cinca (in catalano Baix Cinca)
- Bajo Aragón (in catalano Baix Aragó)
- Bajo Aragón-Caspe (in catalano Baix Aragó-Casp)
- Matarraña (in catalano Matarranya)

Le istituzioni linguistiche e culturali catalane non sono però d'accordo con le cifre fornite dalla Gran Enciclopedia Aragonesa, che comprenderebbero zone di lingua castigliana o aragonese. Mentre però l'Institut d'Estudis Catalans preferisce eliminare dal computo alcuni comuni mistilingui o in cui si parlano lingue di transizione tra aragonese e catalano (Isábena, Lascuarre, Torre la Ribera, ecc.), il GREC (Grupo Enciclopedia Catalana) li include, e con essi anche altri (Benasque, Castejón de Sos, Bisaurri ecc.), scartando in pari tempo solo quelli chiaramente ritenuti ispanofoni. In tal modo si verrebbe a dare un'accezione esclusivamente etnico-linguistica al nome di tale territorio e non prevalentemente, se non esclusivamente, geografica, come voluto dall'istituto enciclopedico aragonese summenzionato e anche da molti aragonesi. Secondo l'Institut d'Estudis Catalans la superficie totale della Striscia d'Aragona sarebbe pari a 4.137,20 km² e 45.984 abitanti (rilevamenti non censuali del 2006), mentre secondo il GREC i km² sono 5.008,0 e gli abitanti 51.294 (tali dati sono basati anch'essi sui rilevamenti del 2006). Entrambe le cifre sono ovviamente inferiori a quelle proposte dall'importante istituzione aragonese soprattutto per ciò che riguarda il numero di abitanti della sub-regione (che ricordiamo, è di 70.000 circa per la Gran Enciclopedia Aragonesa).
I territori che, secondo entrambi gli istituti catalani su indicati, entrerebbero a formar parte della Striscia, presenterebbero in ogni caso una forte unità etnico-linguistica (con una percentuale di catalanofoni dell'ordine del 90% circa sulla popolazione totale).

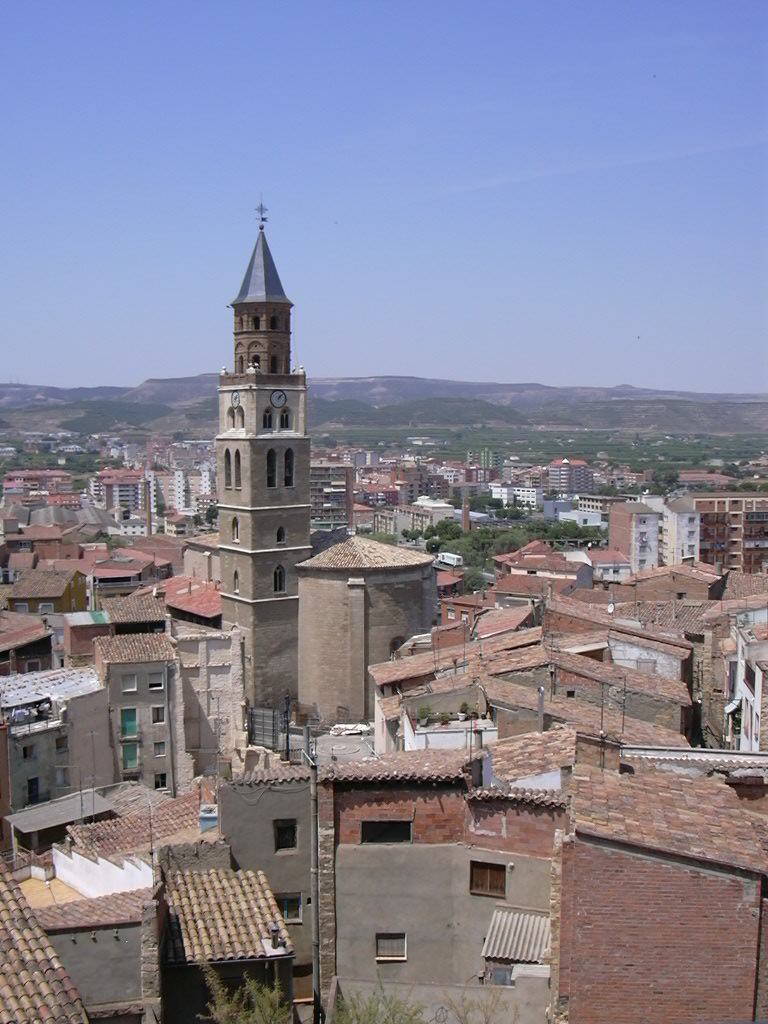
Chiesa parrocchiale di Sant Pere, a Fraga. La città è il centro più popoloso della Striscia d'Aragona

## Storia
I territori facenti oggi parte della Striscia d'Aragona furono abitati da popolazioni di lingua e cultura iberiche che, a partire dal II secolo a.C., subirono un intenso processo di romanizzazione che si protrasse fino alla caduta dell'Impero romano d'Occidente. Alla dominazione visigota (V-VII secolo) seguì quella araba (inizio dell'VIII secolo). La regione fu liberata dal giogo musulmano fra il IX (zona pirenaica) e il XII secolo (contrade limitrofi all'attuale Comunità Valenciana). Integrata nella Corona d'Aragona, di cui seguì le sorti, fu ripopolata in massima parte da coloni catalani, la cui lingua si è conservata fino ai giorni nostri.

## Il catalano della Striscia d'Aragona
Nella Striscia si parlano vari dialetti catalani tutti appartenenti al catalano occidentale e pertanto strettamente imparentati fra di loro (fra questi i principali sono il ribagorzà il fragatí, il tamarità e il maellà). Caratteristica di tali dialetti è l'avere adottato nel proprio lessico un certo numero di termini castigliani. Per quanto riguarda il ribagorzà si avverte l'influsso, oltre che del castigliano, anche dell'aragonese. Ad Aiguaviva il dialetto utilizzato è un catalano con caratteristiche arcaizzanti e vicino, secondo alcuni linguisti, alle parlate di transizione del valenciano (anch'esso appartenente alla grande famiglia catalano-occidentale).
Va segnalato infine, il punto di vista di alcuni nazionalisti aragonesi, che considerano il catalano della Frangia una lingua a sé stante, imparentata con la fabla e che essi hanno ribattezzato Aragonese d'Oriente. Tali teorie, prive di fondamento e non avvalorate dalla dottrina, hanno tuttavia fatto presa su alcune frange popolari, contribuendo a bloccare il processo di normalizzazione linguistica avviato con l'Anteprogetto di legge sulle lingue d'Aragona, precedentemente citato.

## Tutele presenti e future
Va subito segnalato che il cammino da compiere una effettiva normalizzazione linguistica è ancora lungo. Purtuttavia i 62 comuni considerati catalanofoni dalle autorità aragonesi sono attualmente oggetto di una limitata tutela linguistica che trova attuazione nel riconoscimento del catalano come lingua d'uso, insieme al castigliano, in due importanti ambiti, quello dell'istruzione e, in parte, quello della pubblica amministrazione.
Con l'Anteprogetto della legge sulle lingue d'Aragona, redatto fra il 2000 e il 2001, ma successivamente arenatosi e mai convertito in legge, la Comunità autonoma d'Aragona, avrebbe dovuto conferire al catalano e all'aragonese la stessa dignità, nei rispettivi ambiti territoriali di diffusione, del castigliano, assicurando in tal modo una situazione di perfetto bilinguismo (catalano-castigliano) anche alla Striscia d'Aragona. Si ricorda a questo proposito, che sia la lingua catalana che quella aragonese sono state riconosciute come parte integrante del patrimonio linguistico regionale e pertanto non solo dovrebbero essere oggetto di particolare tutela, ma anche di misure tese al proprio sviluppo e diffusione.
I ritardi nell'approvazione di una normativa linguistica di ampio respiro da parte del Parlamento aragonese sono in parte dovuti a ragioni oggettive (non ultima la mancanza di accordo su una esatta delimitazione territoriale della sub-regione) e in parte legate alle idiosincrasie di parte del popolo aragonese, piuttosto refrattario nell'assicurare alla lingua catalana, ancor più che a quella aragonese, uno status paragonabile a quello del castigliano, seppur all'interno di un ambito territoriale circoscritto. A questo proposito va anche segnalato che alcuni eccessi verbali delle organizzazioni pancatalaniste e nazionaliste più radicali del Principat hanno talvolta inasprito gli animi e rafforzato le posizioni altrettanto estreme dei nazionalisti aragonesi che si sono fatti promotori di proteste popolari e raccolte di firme, condizionando l'azione della coalizione socialista-aragonesista (PSOE-PAR) allora al potere, e determinando un congelamento del progetto legislativo, promosso, è bene ricordarlo, dallo stesso governo.
Negli ultimi anni le ottime relazioni esistenti fra i governi delle due Comunità autonome, unitamente ai legami economici, storici, culturali e anche di sangue esistenti fra il popolo aragonese e quello catalano, mai venuti meno, inducono a sperare che presto l'anteprogetto in questione, possa finalmente essere ripreso e convertito in legge, onde assicurare alla Striscia d'Aragona una normalizzazione linguistica soddisfacente.

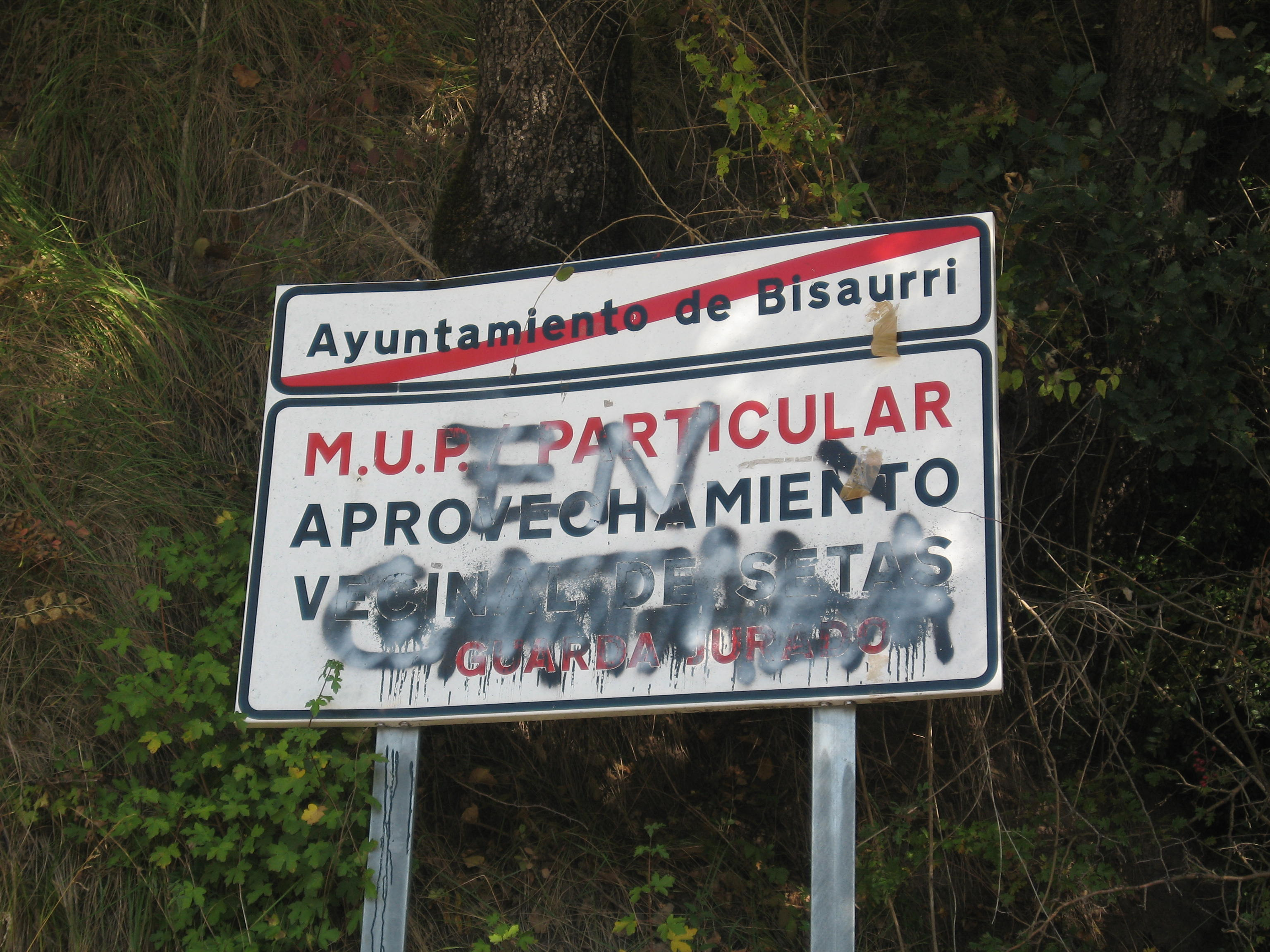
Cartello della fine del comune di Bisaurri (Bissaürri) nella Striscia d'Aragona con il graffito EN CATALÀ

## Lista dei comuni
Provincia di Huesca 
Albelda, Alcampell, Altorricón, Arén, Azanuy-Alins, Baélls, Baldellou, Benabarre, Bonansa, Camporrélls, Castigaleu, Castillonroy, Estopiñán del Castillo, Fraga, Isábena, Lascuarre, Laspaúles, Monesma y Cajigar, Montanuy, Peralta de Calasanz, Puente de Montañana, San Esteban de Litera, Sopeira, Tamarite de Litera, Tolva, Torre la Ribera, Torrente de Cinca, Velilla de Cinca, Vencillón, Veracruz, Viacamp y Litera e Zaidín.
 Provincia di Teruel 
Aguaviva, Aréns de Lledó, Beceite, Belmonte de San José, Calaceite, La Cañada de Verich, La Cerollera, La Codoñera, Cretas, Fórnoles, La Fresneda, Fuentespalda, La Ginebrosa, Lledó, Mazaleón, Monroyo, Peñarroya de Tastavins, La Portellada, Ráfales, Torre de Arcas, Torre del Compte, Torrevelilla, Valderrobres, Valdeltormo e Valjunquera.
 Provincia di Saragozza 
Fabara, Fayón, Maella, Mequinenza e Nonaspe.

## Curiosità
- I nazionalisti e regionalisti aragonesi più radicali, unitamente ad alcune Istituzioni culturali dello stesso segno (e in primo luogo la FACAO, Federación de Asociaciones Culturales de Aragón Oriental), osteggiarono a lungo l'Anteproyecto de Ley de lenguas de Aragón più volte citato, perché non desideravano che il catalano parlato nella Striscia d'Aragona fosse designato con tale nome. Cercarono pertanto di imporre alcuni termini sostitutivi di origine "autoctona", fra cui quello di aragonés de Oriente (o aragonés oriental) cioè aragonese d'Oriente (o aragonese orientale). Spesso viene anche utilizzato, a livello popolare, il termine chapurreado (o chapurreau), percepito da molti catalanoparlanti come dispregiativo.
- La crisi demografica che colpisce tante piccole realtà umane in Spagna e nel resto d'Europa, non ha risparmiato la Striscia d'Aragona, costituita in gran parte da centri abitati di dimensioni molto ridotte e legati per lo più a un settore in crisi, quello agricolo. Per evitare lo spopolamento, uno dei comuni della Striscia, quello di Aiguaviva, ha incentivato l'arrivo di molti immigrati, soprattutto latinoamericani e rumeni, mettendo loro a disposizione case restate disabitate e terre da coltivare. I rumeni si sono saputi integrare meglio degli Ispanoamericani al contesto economico e sociale locale. Da questa singolare esperienza è nato anche un film-documentario diretto dalla regista catalana Ariadna Pujol e coprodotto dalla televisione di stato spagnola e da quella regionale di Catalogna[4].